# Schloss Karlstetten

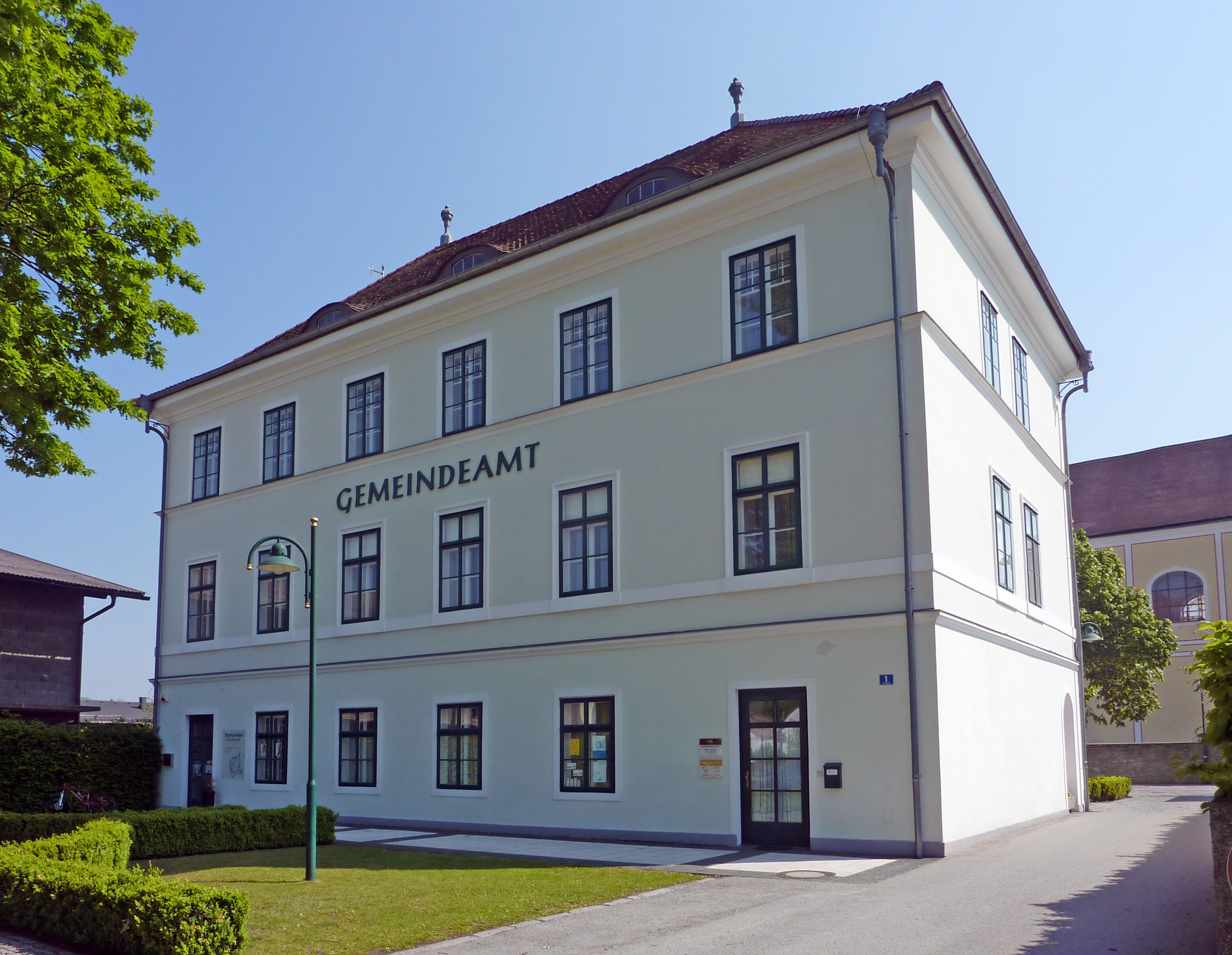
Schloss Karlstetten, Ansicht von Südosten

Das ehemalige Schloss Karlstetten steht in der niederösterreichischen Marktgemeinde Karlstetten etwa acht Kilometer nordwestlich von St. Pölten im Mostviertel. Der schlichte Bau ist im Kern aus der Zeit des Spätmittelalters, sein heutiges Aussehen ist aber das Resultat von Wiederaufbauarbeiten nach dem Zweiten Weltkrieg und einer Restaurierung in den 1990er Jahren. Das Gebäude steht unter Denkmalschutz und wird seit 1998 als Gemeindeamt genutzt.

## Geschichte
Mit Gottschalk von Karlstetten (Gottscalch von Karlsteten) wurde im Jahr 1126 ein Ministeriale der Grafen von Formbach in einer Urkunde erwähnt, der sich nach seinem Besitz nannte. Später lebende Mitglieder seiner Familie, wie zum Beispiel der 1157 urkundlich genannte Wilrad von Karlstetten (Wilradus von Carlstettin), dienten dann den Grafen von Peilstein und den Grafen von Schalla. Im Jahr 1209 fand ein Heinrich von Karlstetten urkundlich Erwähnung. Er nannte sich nach einem anderen Besitz seiner Familie von Doppel. Die Doppler verkauften die Herrschaft Karlstetten 1515 an die mit ihnen verwandte Familie von Zinzendorf. Diese veräußerte der Besitz 1643 an Hans Cyriak von Traun, der ihn schon 1650 an Hans Seifried von Laßberg weiterverkaufte.

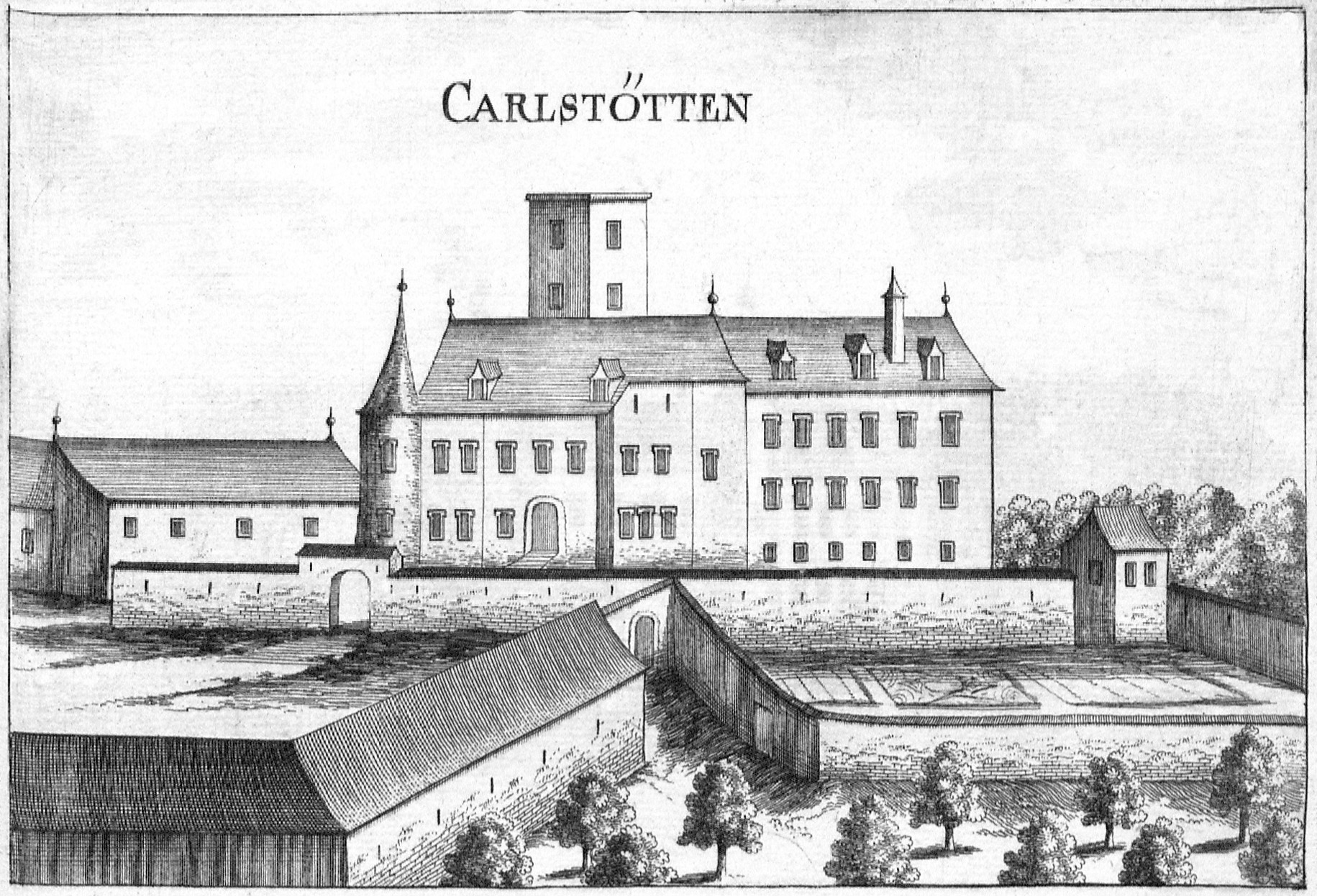
Ansicht des Schlosses Karlstetten von Georg Matthäus Vischer, 1672

1683 durch die Türken zerstört, erfolgte unter den Freiherren von Laßberg der Wiederaufbau des Schlosses. 1728 gelangte es zurück an die Familie von Zinzendorf. Als diese mit Karl von Zinzendorf 1813 im Mannesstamm ausstarb, gelangte Karlstetten in den Besitz von Karls Großneffen Heinrich August von Baudissin. Er nahm Namen und Wappen seines Großonkels an und nannte sich fortan Graf von Baudissin-Zinzendorf-Pottendorf. Zu jener Zeit war das Schloss stark verfallen. Die auf einem Stich von Georg Matthäus Vischer aus den 1670er Jahren dargestellten zwei Türmen waren bereits eingestürzt. 1815 wurde ein Gebäudeflügel vollständig niedergelegt und durch einen Neubau ersetzt. 1912/1913 verkauften die Grafen Baudissin-Zinzendorf-Pottendorf Schloss Karlstetten an den Freiherrn Candid von Suttner. Unter ihm erfolgte ein durchgreifender Umbau im Inneren und der Ausbau des Dachgeschoßes. 1920 erwarb der bayerische Industrielle Franck das Anwesen.
Während des Zweiten Weltkriegs wurde das Schloss stark beschädigt. Das heute noch stehende Haupthaus verlor seinen kompletten Fassadenschmuck, und der 1815 errichtete Schlossflügel wurde vollständig zerstört. 1945 konfiszierte die russische Besatzungsmacht das Schloss als deutsches Eigentum. Nach dem Abzug der Russen kam das heruntergekommene Gebäude 1955 in den Besitz der Gemeinde Karlstetten. Zunächst waren darin Wohnungen eingerichtet, doch der Zustand der erhaltenen Bausubstanz war dermaßen schlecht, dass schließlich alle Nebengebäude des Schlosses abgerissen werden mussten. 1994/1995 ließ die Gemeinde das erhaltene Haupthaus instand setzen und restaurieren, um es anschließend als Gemeindeamt nutzen zu können. Dabei wurden die Innenräume völlig verändert und dem Gebäude an der Ostseite im rechten Winkel ein niedriger, moderner Flügel angefügt.

## Beschreibung

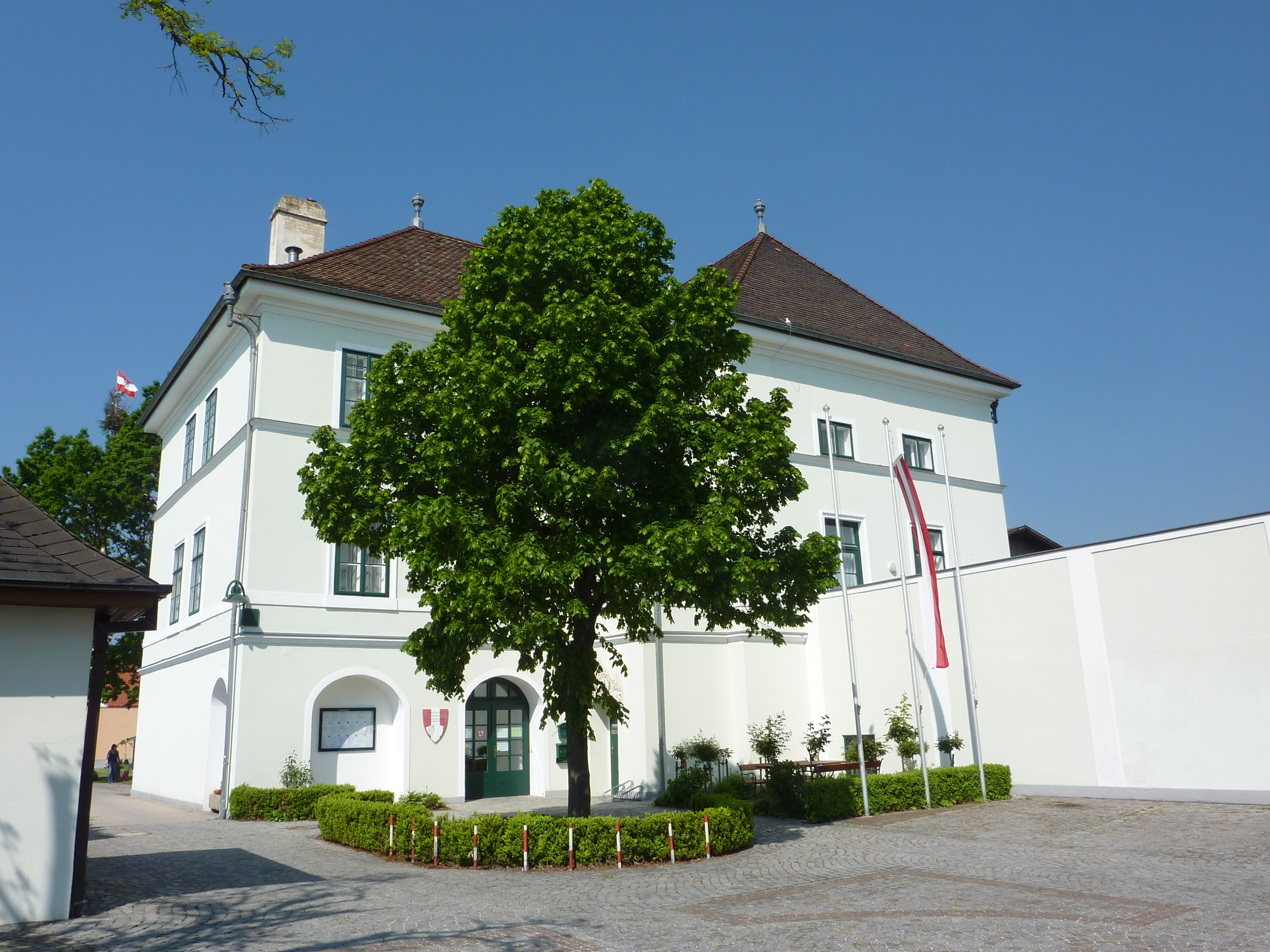
Ansicht des Haupthauses von Südosten

Das einzige erhaltene Gebäude der Schlossanlage ist das ehemalige Haupthaus. Es steht direkt westlich der Pfarrkirche von Karlstetten am Schloßplatz 1. Auf den ersten Blick wirkt es wie ein Rechteckbau, sein Grundriss ist aber minimal L-förmig. Der schlichte Bau geht im Kern auf das Spätmittelalter zurück, wurde aber im 19. und 20. Jahrhundert durchgreifend verändert. Die drei Geschoße des Gebäudes sind von einem ziegelgedeckten Walmdach abgeschlossen, das auf einem wuchtigen Traufgesims ruht. Die einstige Schaufassade an der Westseite ist durch Rechteckfenster in sechs Achsen unterteilt und weist keinen besonderen architektonischen Schmuck mehr auf, denn dieser ging durch Schäden im Zweiten Weltkrieg verloren. Trotzdem ist die Westfassade das einzige, noch original aus dem 18. Jahrhundert stammende Bauteil. Rund um das Gebäude laufende, profilierte Gesimse markieren die Lage der Geschoße. Die Außenmauern besitzen einen hellen Farbanstrich, der sich nur wenig von den weiß gestrichenen Fenster- und Türgewänden unterscheidet. An der Ostseite schließt sich dem Hauptbau ein niedriger, einachsiger Osttrakt an, der 1994/1995 errichtet wurde.
Vor dem Schloss steht an der Westseite eine alte Sommerlinde, die seit Mai 1955 als Naturdenkmal unter Schutz steht.